# Xabea wyebo
Xabea wyebo är en insektsart som beskrevs av Otte, D. och R.D. Alexander 1983. Xabea wyebo ingår i släktet Xabea och familjen syrsor. Inga underarter finns listade i Catalogue of Life.